# Luigi Dadaglio
Luigi Dadaglio (Sezzadio, 28 settembre 1914 – Roma, 22 agosto 1990) è stato un cardinale e arcivescovo cattolico italiano.

## Biografia
Studiò dapprima al seminario di Acqui e poi presso la Pontificia Università Lateranense, dove il 6 luglio 1942 conseguì il dottorato in utroque iure. Intanto il 22 maggio 1937 era stato ordinato presbitero per la diocesi di Acqui.
Dopo il 1942 entrò nella Segreteria di Stato della Santa Sede, nella sezione per gli affari ordinari. Nel 1946 divenne segretario della nunziatura apostolica ad Haiti e nella Repubblica Dominicana, incarico che mantenne fino al 1950 quando divenne uditore della delegazione apostolica negli Stati Uniti. Nel 1953 passò, sempre come uditore, alla delegazione apostolica in Canada e da qui nel 1954 in Australia. Nel 1958 fu nominato consigliere della nunziatura apostolica in Colombia e nel 1960 fu promosso nunzio apostolico in Venezuela.
Il 28 ottobre 1961 fu eletto arcivescovo titolare di Lero e consacrato vescovo l'8 dicembre dello stesso anno nella chiesa dei Santi Andrea e Gregorio al Monte Celio per le mani del cardinale Amleto Giovanni Cicognani, co-consacranti Angelo Dell'Acqua e Giuseppe dell'Omo.
Partecipò al Concilio Vaticano II. L'8 luglio 1967 fu nominato nunzio apostolico in Spagna e permase in quest'incarico fino al 4 ottobre 1980, quando fu nominato segretario della Congregazione per il Culto Divino e la Disciplina dei Sacramenti. Quando la congregazione fu divisa, nell'aprile del 1984, ottenne la nomina a pro-Penitenziere Maggiore.
Nel concistoro del 25 maggio 1985 papa Giovanni Paolo II lo creò cardinale e gli conferì la diaconia di San Pio V a Villa Carpegna. Il 15 dicembre 1986 fu nominato arciprete della Basilica di Santa Maria Maggiore.
Il 6 aprile 1990 rassegnò le sue dimissioni da Penitenziere Maggiore per raggiunti limiti d'età.
Morì al Policlinico Gemelli il 22 agosto dello stesso anno, per problemi cardiaci. Fu sepolto a Sezzadio nella tomba di famiglia.

## Genealogia episcopale e successione apostolica
La genealogia episcopale è:
- Cardinale Scipione Rebiba
- Cardinale Giulio Antonio Santori
- Cardinale Girolamo Bernerio, O.P.
- Arcivescovo Galeazzo Sanvitale
- Cardinale Ludovico Ludovisi
- Cardinale Luigi Caetani
- Cardinale Ulderico Carpegna
- Cardinale Paluzzo Paluzzi Altieri degli Albertoni
- Papa Benedetto XIII
- Papa Benedetto XIV
- Papa Clemente XIII
- Cardinale Marcantonio Colonna
- Cardinale Giacinto Sigismondo Gerdil, B.
- Cardinale Giulio Maria della Somaglia
- Cardinale Carlo Odescalchi, S.I.
- Cardinale Costantino Patrizi Naro
- Cardinale Lucido Maria Parocchi
- Papa Pio X
- Cardinale Gaetano De Lai
- Cardinale Raffaele Carlo Rossi, O.C.D.
- Cardinale Amleto Giovanni Cicognani
- Cardinale Luigi Dadaglio

La successione apostolica è:
- Vescovo Eduardo Herrera Riera (1965)
- Vescovo Rafael Ángel González Ramírez (1965)
- Vescovo Mariano José Parra León (1967)
- Vescovo Ángel Adolfo Polachini Rodríguez (1967)
- Arcivescovo José Méndez Asensio (1968)
- Vescovo Ramón Malla Call (1968)
- Vescovo José María Guix Ferreres (1968)
- Arcivescovo Ramón Torrella Cascante (1968)
- Vescovo José Capmany Casamitjana (1968)
- Vescovo Ramón Daumal Serra (1968)
- Vescovo Ireneo García Alonso (1969)
- Vescovo Miguel Moncadas Noguera (1969)
- Cardinale Ricardo María Carles Gordó (1969)
- Vescovo Javier Osés Flamarique (1969)
- Vescovo Antonio Palenzuela Velázquez (1970)
- Vescovo Antonio Dorado Soto (1970)
- Vescovo Damián Iguacén Borau (1970)
- Vescovo Teodoro Ubeda Gramage (1970)
- Arcivescovo Juan Martí Alanis (1971)
- Vescovo Luis María de Larrea y Legarreta (1971)
- Vescovo Ramón Buxarrais Ventura (1971)
- Vescovo José María Cases Deordal (1972)
- Cardinale Francisco Álvarez Martínez (1973)
- Vescovo Jaume Camprodon Rovira (1973)
- Vescovo Eduardo Poveda Rodríguez (1976)
- Vescovo Felipe Fernández García (1976)
- Vescovo Juan Angel Belda Dardiñá (1978)
- Vescovo Nicolás Antonio Castellanos Franco, O.S.A. (1978)
- Vescovo José Higinio Gómez González, O.F.M. (1980)